# Seydelia celsicola
Seydelia celsicola là một loài bướm đêm thuộc phân họ Arctiinae, họ Erebidae.